# هولگر ساندستروم
هولگر ساندستروم (انگلیسی: Holger Sundström؛ زادهٔ ۱۷ april ۱۹۲۵ (۹۹ سال)) قایقران قایق بادبانی اهل سوئد است.